# 小行星8872
小行星8872（8872 Ebenum）是一颗绕太阳运转的小行星，为主小行星带小行星。该小行星于1992年4月4日发现。

## 轨道参数
小行星8872的轨道半长轴为3.2153777 UA，离心率为0.093。